# Hubert Gardas
Hubert Gardas, né le 17 avril 1957 à Lyon 6e, est un ancien escrimeur français, membre de l'équipe de France d'épée qui fut champion olympique en 1980. Après sa carrière sportive, il reprend des études en effectuant l'Institut supérieur des affaires, devenu MBA HEC, dont il sort diplômé (promotion 1990). Il entre ensuite dans un grand groupe pétrolier pour continuer sa carrière.

## Palmarès

### Jeux olympiques
- Médaille d'or en épée par équipe aux Jeux olympiques d'été de 1980 aux côtés de Philippe Boisse, Patrick Picot, Philippe Riboud et Michel Salesse.